# موكسيتوموماب باسودوتوكس
موكسيتوموماب باسودوتوكس هو جسم مضاد وحيد النسيلة تطوره مديميون التابعة لأسترا زنكا، حصل على ملف دواء تجريبي جديد لتجربته في علاج بعض أنواع الأورام مثل أورام الدم مثل اللمفومة لاهودجكينية وابيضاض الدم الليمفاوي المزمن وابيضاض الدم الليمفاوي الحاد عند الأطفال وابيضاض الخلية المشعرة.
بدأت المرحلة الثالثة من تجاربه السريرية في 16 أيار 2013.